# Weiße Väter

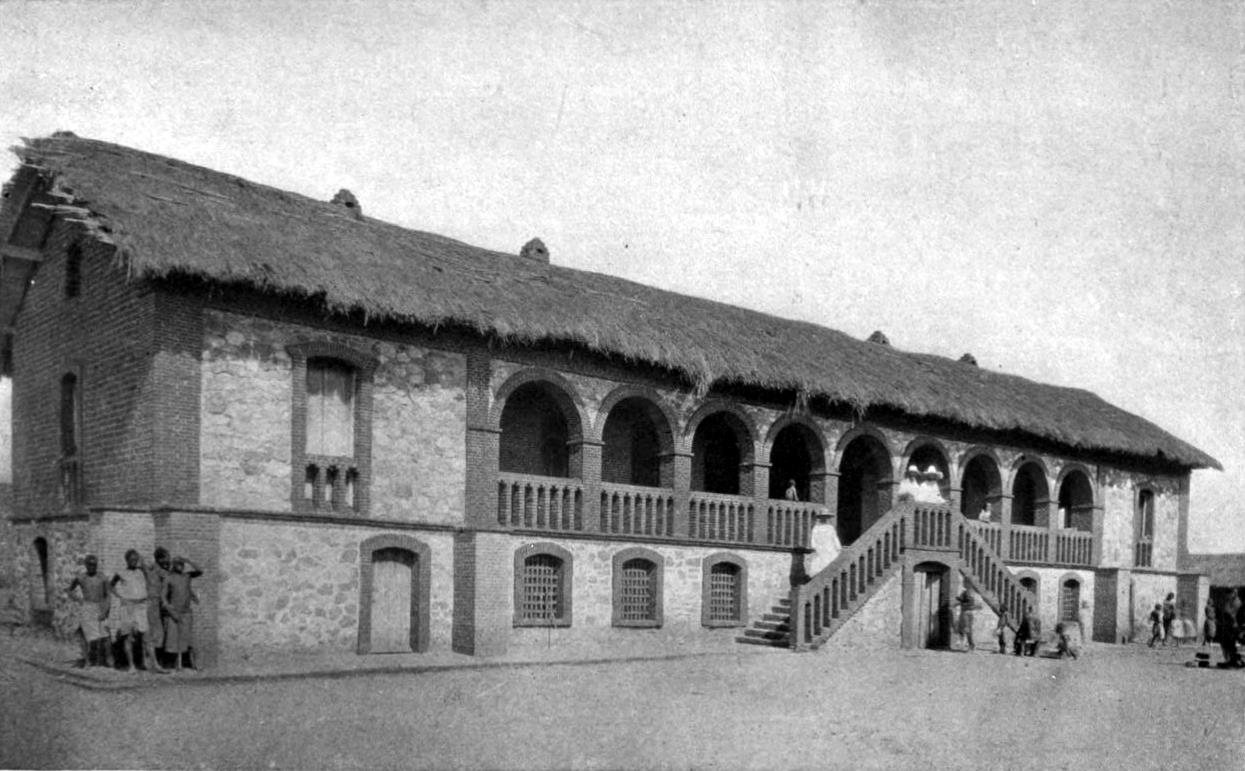
Mission der Weißen Väter in Tanganjika, vor 1905

Die Weißen Väter (lateinisch Patres Albi, kurz PA, französisch Pères Blancs), eigentlich Gesellschaft der Missionare von Afrika (lateinisch Societas Missionariorum Africae, französisch Société des missionnaires d’Afrique), sind eine römisch-katholische Ordensgemeinschaft. Das Ordenskürzel lautet MAfr, das mitunter benutzte Kürzel SMA steht dagegen für die Societas Missionum ad Afros, die Gesellschaft der Afrikamissionen, eine im Jahr 1856 in Lyon gegründete Ordensgemeinschaft.

## Geschichte

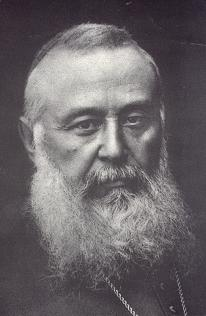
Charles Martial Lavigerie, Gründer der Weißen Väter

Die Gemeinschaft von Brüdern und Priestern wurde 1868 vom damaligen Erzbischof von Algier und späteren Kardinal Charles Martial Lavigerie für die Afrikamission gegründet, der bis 1892 auch Generaloberer war.
Die Mitglieder sollten sich in Sprache und Kleidung den Menschen anpassen, ihre Kultur respektieren und eine bodenständige Kirche aufbauen. (Siehe Akkommodation, Inkulturation.)
Ihr Name leitet sich von ihrem Ordensgewand (weiße, nordafrikanische Gandoura und Burnus) ab. Weil „weiß“ oft mit der Kennzeichnung der Hautfarbe verwechselt wurde, wird die Bezeichnung „Afrikamissionare“ bevorzugt.
Das erste Generalkapitel wählte die Form eines Klerikalinstituts, dessen Mitglieder sich durch einen Eid zur lebenslangen Missionsarbeit verpflichten. Die Weißen Väter wurden 1885 vorläufig und 1908 endgültig vom Heiligen Stuhl bestätigt.
1874 wurde der Gemeinschaft die Kirche St. Anna in Jerusalem übertragen. Die Missionare begannen ihre Missionstätigkeit in Algerien und 1875 in Tunesien. Der Versuch, auf dem Landweg durch die Sahara das heutige Mali zu erreichen, schlug 1876 fehl, weil drei Missionare von Tuareg ermordet wurden. 1878 konnten Missionsstationen in Ostafrika und 1894 in Französisch-Sudan (heute Mali, Burkina Faso und Guinea) errichtet werden. 1874 wurden Niederlassungen in Frankreich, 1884 in Belgien, 1894 in Deutschland und 1901 in Kanada gegründet.
1971 zogen sich die Weißen Väter freiwillig aus der portugiesischen Afrikaprovinz Moçambique zurück. Dies geschah trotz eines privilegierten Status und nicht aus Personalmangel oder Sicherheitsgründen, sondern aus Protest gegen die Ungerechtigkeiten und polizeilichen Brutalitäten der portugiesischen Kolonialpolitik. Nach Auskunft des damaligen Generaloberen, Theoz van Asten, lag der einzige Grund für die Abberufung von 38 Missionaren in der Tatsache, dass sie in der damaligen Situation kein glaubhaftes Zeugnis mehr geben konnten; ihre Anwesenheit wäre zu einem Gegenzeugnis geworden. Dieser Protest war zugleich an die Bischöfe Moçambiques und Portugals gerichtet, die zu der Politik Portugals schwiegen. Dass sich eine größere Gruppe von Missionaren offiziell aus den genannten Gründen und freiwillig aus einem Land zurückzog, war in der Missionsgeschichte der katholischen Kirche bis dahin noch nicht vorgekommen.
Die Weißen Väter gaben wichtige Impulse für den christlich-islamischen Dialog. 1926 gründeten sie in Tunis das „Institut für arabische und Islamstudien“, das 1964 als „Päpstliches Institut für Arabische und Islamische Studien“ („Pontificio Istituto di Studi Arabi e d’Islamistica“) nach Rom verlegt wurde. 1978 gründeten sie die Christlich-islamische Begegnungs- und Dokumentationsstelle (CIBEDO), die in Frankfurt/Main – seit 1998 als Fachstelle der Deutschen Bischofskonferenz – den interreligiösen Dialog und das Zusammenleben von Christen und Muslimen fördert. Die von Respekt vor den spirituellen Erfahrungen anderer geprägte Art und Weise, wie die Weißen Väter ihren Glauben leben und den Muslimen begegnen, ohne sie zu vereinnahmen, wird heute auch gerade von jungen Menschen sehr geschätzt, die in säkularisierten Kontexten oft mit kirchlich-theologischen Angeboten wenig anfangen können.
Unter den 19 Märtyrern, die am 8. Dezember 2018 in Oran (Algerien) seliggesprochen wurden, waren auch vier Weiße Väter. Sie wurden Ende 1994 in Tizi Ouzou (Algerien) ermordet. Christian Chessel, der jüngste dieser vier Afrikamissionare, hat mit seinem Text Mission der Schwachheit eine tief spirituelle und biblisch orientierte Reflexion über missionarisches Wirken unter Muslimen hinterlassen. Diese Schrift hat viele Gemeinsamkeiten mit den Texten, die von der Trappisten-Gemeinschaft von Tibhirine veröffentlicht worden waren, bevor sieben Mönche dieses Klosters Notre-Dame de l’Atlas im Frühjahr 1996 entführt und ermordet wurden. Sie gehören zu den 2018 Seliggesprochenen. Ihr Leben und ihr Martyrium wurden durch den 2010 produzierten und in Cannes preisgekrönten Film Von Menschen und Göttern weltweit bekannt.

## Medien
Die Missionsgesellschaft war sich von Anfang an der Bedeutung der Medien bewusst. Ihr Gründer, Kardinal Lavigerie, nutzte sie vor allem für die Veröffentlichung seiner Reden gegen die Sklaverei. 1894 erschien in Deutschland die erste Nummer der Missionszeitschrift Afrikabote. Diese Zeitschrift wurde 1957 in Afrika umbenannt und ging 1967 in die Zweimonatszeitschrift kontinente auf, die von 24 Missionsorden und missio Aachen gemeinsam herausgegeben wird.
Wie die anderen Ordensgemeinschaften stellen die Weißen Väter ihre Arbeit in kontinente in einem eigenen Teil dar, der in einer länderspezifischen Version für die Schweiz, für Luxemburg und für Deutschland erscheint. Der für den deutschen Teil verantwortliche Redakteur, Pater Hans B. Schering, gab bis 2014 zusätzlich die vierteljährlich erscheinende Zeitung miteinander heraus, die sich an die Verwandten, Freunde und Wohltäter der Afrikamissionare richtete. Damit wurden nicht zuletzt auch die ehemaligen Schüler der Weißen Väter angesprochen, die in den Missionshäusern Haigerloch, Zaitzkofen, Amberg, Linz am Rhein, Rietberg und Großkrotzenburg bis Mitte der 1960er-Jahre zur Schule gegangen waren und sich in Internetforen und Veröffentlichungen mit ihrer Zeit als Missionsschüler auseinandersetzen.
Die Weißen Väter geben zwei wissenschaftliche Zeitschriften heraus: seit 1937 in Tunis die IBLA. Revue de l’Institut des Belles Lettres Arabes mit linguistischer, ethnologischer und enthnographischer Orientierung und seit 1957 in Jerusalem Proche-Orient chrétien.

## Niederlassungen

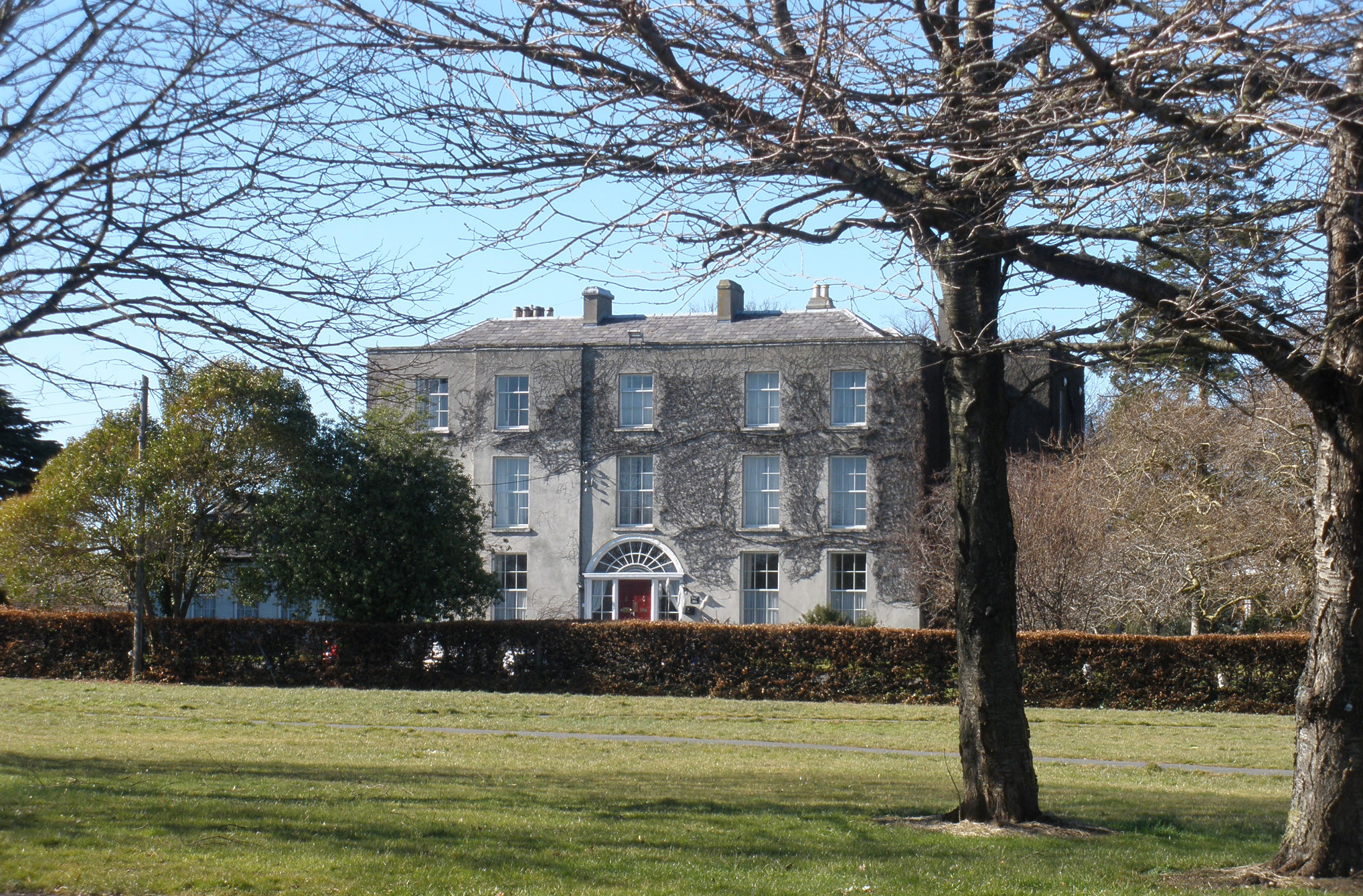
Cypress Grove House – Niederlassung der Weißen Väter in Irland

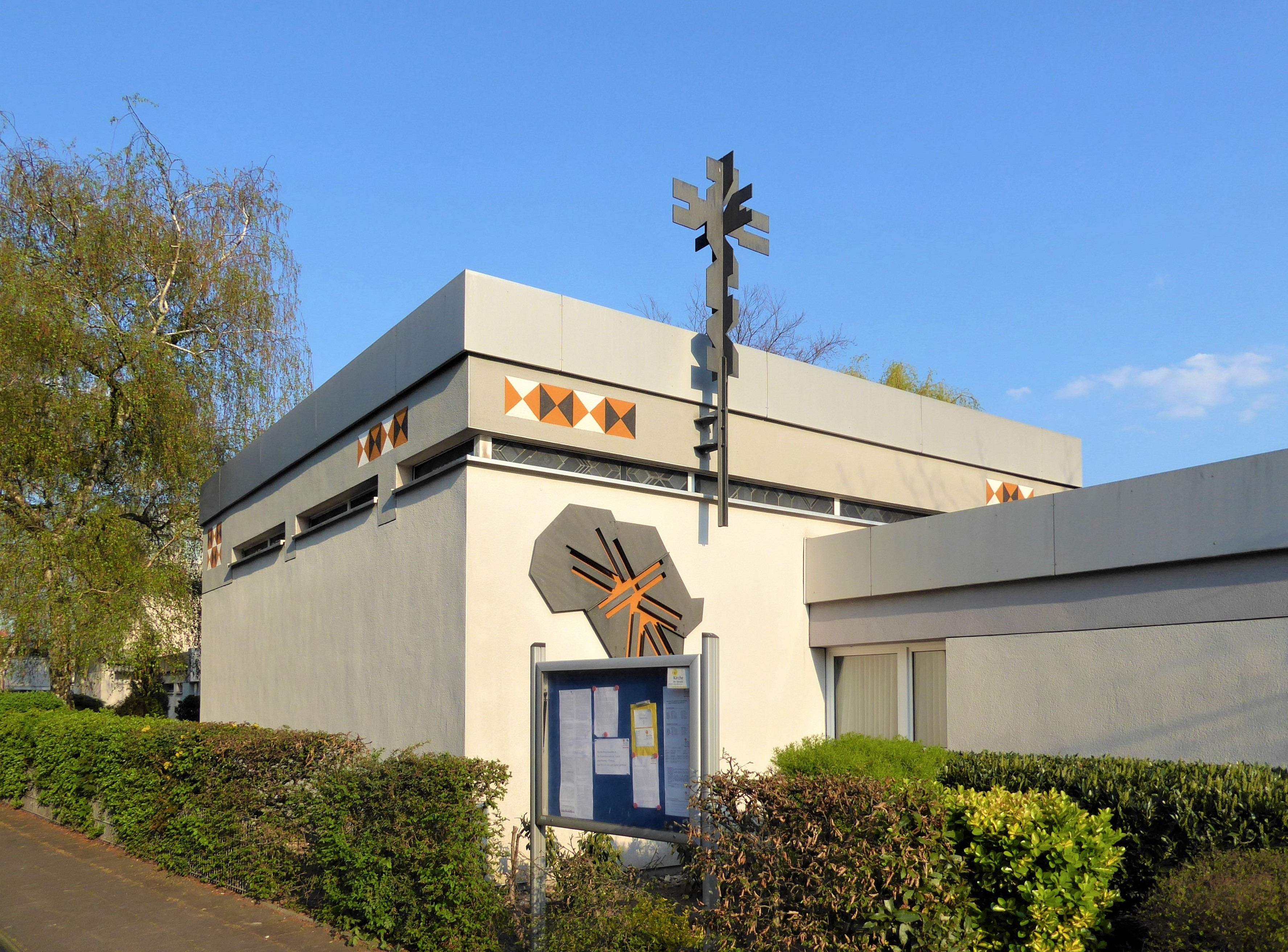
Die Kapelle des Afrikanums in Köln (Sitz der Verwaltung und des Ökonomats bis 2019)

Derzeit (Stand Mai 2024) arbeiten die Weißen Väter in 22 Ländern Afrikas und in 13 Ländern der übrigen Welt. Ordenshäuser gibt es in Europa neben Belgien, Deutschland und Frankreich auch in Großbritannien, Irland, Italien, Luxemburg, Niederlande, Polen und der Schweiz; in Amerika neben Kanada auch in Mexiko, den USA und Brasilien; in Asien seit 1991 auch in Indien und auf den Philippinen.
Im Januar 2024 gehörten der Gemeinschaft 1110 Patres und Fratres an. Das Generalkapitel der „Gesellschaft der Missionare von Afrika“ wählte am 27. Mai 2016 Pater Stan Lubungo, Afrikamissionar aus Sambia, in Nachfolge von Richard Baawobr (Ghana), sowie am 26. Mai 2022 erneut zum neuen Generaloberen der Missionsgesellschaft der Afrikamissionare.
1869 gründete Lavigerie auch die Weißen Schwestern (Missionsschwestern Unserer Lieben Frau von Afrika).
Die Verwaltung und das Ökonomat der Afrikamissionare in Deutschland befindet sich in Köln, dort bis 2019 im Afrikanum mit eigener Kapelle.
Niederlassungen der Afrikamissionare in Deutschland:
- Berlin
- Hechingen
- Karlsruhe
- Köln
- Trier[18]

## Generalsuperiore
- Francisque Deguerry (1874–1880) (Generalvikar)
- Jean-Baptiste-Frézal Charbonnier (1880–1885) (Generalvikar)
- Léonce Bridoux (1885(?)–1886) (Generalvikar)
- Francisque Deguerry (1886–1889) (Generalvikar)
- Léon-Antoine-Augustin-Siméon Livinhac (1889–1922)
- Paul Voillard (1922–1936)
- Joseph-Marie Birraux (1936–1947)
- Louis-Marie-Joseph Durrieu (1947–1957)
- Léon Volker (1957–1967)
- Théoz Van Asten (1967–1974)
- Jean-Marie Vasseur (1974–1980)
- Robert Marie Gay (1980–1986)
- Etienne Renaud (1986–1992)
- Gothard Rosner (1992–1998)
- François Richard (1998–2004)
- Gérard Chabanon (2004–2010)
- Richard Baawobr (2010–2016)
- Stanley Lubungo, seit 2016